# Décès en avril 1963
Décès
- 1959
- 1960
- 1961
- 1962
- 1963
- 1964
- 1965
- 1966
- 1967

Pour une information complémentaire, voir la page d'aide.

| Date    | Nom           | Pays                | Activités            | Âge | Source |
| ------- | ------------- | ------------------- | -------------------- | --- | ------ |
| 7 avril | Amedeo Maiuri | Drapeau de l'Italie | Archéologue italien. | 77  |        |